# Dignity
Dignity je třetí studiová deska americké zpěvačky a herečky Hilary Duffové, která vyšla v roce 2007. Z alba pocházejí i známé singly With Love a Stranger.

## Informace o albu
V září 2005 prohlásila Hilary, že natočí desku se svou „láskou“ Joelem Maddenem, který produkoval už i album Most Wanted.
V lednu 2006 v jednom rozhovoru řekla, že na desku potřebuje více času a chce ji natočit jinak než ostatní desky.
Novinkou na albu je, že se Hilary podílela na všech textech, přesto ji hodně pomohla Kara DioGuardi.
Album je ve srovnání s ostatními alby taneční, sama zpěvačka se zmínila, že ji při natáčení ovlivnily hlavně Gwen Stefani a Beyoncé.
Ihned po vydání debutovalo album v USA na 3. místě prodeje se 114,000 prodanými kusy. Ve Velké Británii se dostala na 25. místo, kdy v prvním týdnu prodeje prodala 8,000 kopií alba. V České republice se album dostalo na 15. místo.

## Seznam písní
1. "Stranger" – 4:10
2. "Dignity"– 3:13
3. "With Love"– 3:01
4. "Danger" – 3:31
5. "Gypsy Woman" – 3:14
6. "Never Stop" – 3:13
7. "No Work, All Play" – 4:17
8. "Between You and Me" – 3:05
9. "Dreamer " – 3:10
10. "Happy" – 3:28
11. "Burned" – 3:21
12. "Outside of You" – 4:03
13. "I Wish" – 3:51
14. "Play with Fire" – 3:00

## Umístění ve světě
| Stát           | Umístění |
| -------------- | -------- |
| Argentina      | 1        |
| Japonsko       | 1        |
| Tchaj-wan      | 1        |
| Svět           | 2        |
| Kanada         | 3        |
| USA            | 3        |
| Mexiko         | 4        |
| Itálie         | 8        |
| Irsko          | 10       |
| Jižní Korea    | 10       |
| Španělsko      | 12       |
| Česko          | 15       |
| Řecko          | 15       |
| Austrálie      | 17       |
| Velká Británie | 25       |
| Estonsko       | 31       |
| Nový Zéland    | 31       |
| Švýcarsko      | 64       |
| Francie        | 133      |